# Treklang
Treklang är ett ackord som består av tre toner: en grundton, en ters och en kvint. Det finns fyra sorters treklanger: 
- durtreklang: stor ters och ren kvint
- molltreklang: liten ters och ren kvint
- förminskad treklang: liten ters och förminskad kvint. Detta ingår i ett dimackord och annat.
- förstorad treklang: stor ters och förstorad (överstigande) kvint.

En treklang kan spelas på tre sätt. Detta kallas för omvändning eller läge och talar om vilken ordning intervallen i en treklang spelas.
De tre omvändningarna är:
- Grundläget

Durtreklang: 1, 3, 5
- Tersläget – första omvändningen

Durtreklang: 3, 5, 1
- Kvintläget – andra omvändningen

Durtreklang: 5, 1, 3